# Ruth Alsop
Ruth Alsop (ur. 1879 w Melbourne, zm. 1976) – australijska architekt

## Biografia
Ruth Alsop urodziła się w 1879 w Melbourne jako córka Anny i Johna Alsop, jej rodzina była wielodzietna, jej rodzice mieli ośmioro dzieci, a ona była drugim najmłodszym. Zaczęła pracować jako architekt w firmie swojego brata Rodneya w 1907. Przerwała swoją pracę w 1916 z powodu złego stanu zdrowia rodziców. Ruth pozostała zarejestrowana jako architektka w RVIA do 1927. Jedynym zaprojektowanym przez nią udokumentowanym budynkiem był skromny dom w Dorset Road. 
Ruth Alsop zmarła w 1976 w wieku 97 lat. 
W Canberze jej imieniem nazwano ulicę dla jej upamiętnienia.